# Cryptocephalus exiguus variceps
Cryptocephalus (Burlinius) exiguus variceps – podgatunek chrząszcza z rodziny stonkowatych i podrodziny Cryptocephalinae.
Takson ten po raz pierwszy został naukowo opisany w 1884 roku przez Juliusa Weise. Wcześniej traktowany był jako osobny gatunek Cryptocephalus variceps, a obecnie jako podgatunek Cryptocephalus exiguus.
Podgatunek palearktyczny. W Europie wykazany został z europejskiej części Turcji i Grecji, a w Azji z Turcji, Iranu i Armenii.